# Мюттюнен, Матиас
Матиас Алексантери Мюттюнен (фин. Matias Aleksanteri Myttynen; 12 марта 1990, Тампере) — финский хоккеист, крайний нападающий.

## Карьера
Воспитанник спортивной школу клуба «Лукко». После нескольких сезонов выступления в молодёжном чемпионате в сезоне 2009/10 дебютирует в СМ-Лиге.
В СМ-Лиге провёл 215 игр, в Местисе (первой лиге) — 28 игр.
Участник юниорского чемпионата мира 2008 года и молодёжного чемпионата 2010 года.
В 2014 году переехал в Усть-Каменогорск, где начал выступать за «Казцинк-Торпедо», играющее в ВХЛ. За сезон провёл 20 игр.
В 2017 году был обменян командой «Куньлунь Ред Стар» в «Витязь» на Яакко Риссанена.